# Neobisium boui
Neobisium boui är en spindeldjursart som beskrevs av Jacqueline Heurtault 1969. Neobisium boui ingår i släktet Neobisium och familjen helplåtklokrypare. Inga underarter finns listade i Catalogue of Life.